# Vlad III. Drakula
Vlad III. (1431. – 1476.), za života poznat i po patronimu Drakula (Zmajev sin) te u novije vrijeme po nadimku Tepeš (rum. Țepeș - Nabijač), bio je vlaški knez iz dinastije Drăculești i borac protiv Turaka. Vladao je Vlaškom u tri navrata, neprestano vodeći borbe s drugim pretendentima na prijestolje, pri tome se koristeći iznimno okrutnim metodama koje je naučio dok je kao dijete bio talac Murata II. Nastojao je održati dobre odnose i s kršćanskim Zapadom i neprestano nadirućim Osmanskim Carstvom ali se s vremenom stavio protiv sultana Mehmeda II., što ga je koštalo života.
U Rumunjskoj je danas slavljen kao narodni junak, a njegova okrutnost ga je učinila poznatim diljem Europe. U povijesti je, osim po svom angažmanu u borbama protiv osmanske ekspanzije, poznat i kao inspiracija za vampira grofa Drakulu, glavni lik u romanu Brama Stokera Drakula iz 1897. godine.

## Podrijetlo nadimka
Nadimak Tepeš (rum. Țepeș) ili Nabijač posmrtno je dobio zbog navike da se obračunava s protivnicima tako da ih nabije na kolac. Turci su ga za života zvali Kaziklu Bey, Beg (Knez) Nabijač. Drakula je prvi put nazvan Tepešem u povijesnim zapisima oko 1550. godine.
Imenom Drakula Vlad III. je nazvan prema svom ocu, Vladu II. Godine 1431. ugarsko-hrvatski kralj Žigmund Luksemburški primio je Vlada II. u viteški Red Zmaja zbog vojnih zasluga. Tako je Vlad II. dobio nadimak Zmaj (rum. Drakul) i svoju dinastiju prozvao Drăculești. Poslije očeve smrti, Vlad III. naslijedio je i njegov nadimak, ali kao Drakula, u značenju Zmajev sin. On osobno se ponekad potpisivao latiniziranim imenom Wladislaus Dragwlya. Neki ga izvori nazivaju i Vlad Drăculea i Draculya.

## Životopis

### Mladost
Rođen je 1431. u tvrđavi Sigišoara (rum. Sighișoara, njem. Schäsburg) blizu Trgovišta Târgovișta u Transilvaniji, današnjoj Rumunjskoj.
Otac mu je bio vlaški knez Vlad II. Drakul, a majka moldavska princeza Vasilissa. Imao je braću Mirceu i Vlada i mlađeg polubrata Radua.
Njegov otac je 1436. zbacio s prijestolja Alexandrua Aldeu i preuzeo vlast. Sklopio je savez s Turcima protiv cara Žigmunda.
Godine 1438. sudjelovao je s Turcima u napadu na Transilvaniju. U tom pohodu pratili su ga sinovi Drakula i Mircea.
Postao je taocem u sklopu političke nagodbe te je sklonost okrutnosti razvio upravo dok je promatrao osmanske metode mučenja. Kako je često spašavao kršćane od turskog zarobljeništva, Turci su posumnjali u njegovu odanost. Zbog toga je 1444. godine zarobljen zajedno sa svojim sinovima, Vladom i Raduom, prilikom gostovanja kod sultana Murata II.
Nakon kratkotrajnog zatočeništva, Vlad II. Drakul zakleo se na vjernost sultanu i ostavio mu svoje sinove za taoce kao dokaz odanosti. Mladi Vlad je upravo u zarobljeništvu razvio sklonost okrutnosti, promatrajući osmanske metode mučenja.

### Talac Osmanskog Carstva
Drakula i njegov polubrat Radu poslani su u Egrigiz u Maloj Aziji gdje su stavljeni u kućni pritvor. U međuvremenu, njihov otac se vratio na vlaško prijestolje i obnovio svoju zakletvu Redu Zmaja.
Iako oklijevajući, pridružio se borbi protiv Turaka, a zakletve date Turcima razrješio ga je papa Eugen IV. Međutim, pohod na Varnu 1444., iako je došao do Crnog mora, završio je kao potpuni neuspjeh.
Drakul i Mircea (Mirča) su optuživali vođu pohoda, ugarskog vojvodu Janka Hunjadyja za poraz. Godine 1447. pobunjeni vlaški plemići ubili su kneza Drakula i Mirceu, najvjerojatnije po Hunjadyjevoj zapovijedi.

### Prva vladavina i izgon
Godinu nakon očevog ubojstva, Vlad je pušten iz zatočeništva te je na čelu turskih vojnika osvojio vlašku prijestolnicu. Zasjeo je na prijestolje kao turski vazal protjeravši s vlasti promađarsku dinastiju Danešti (rum. Dănești). Njegova prva vladavina potrajala je svega dva mjeseca.
Hunjady je izveo invaziju na Vlašku i protjerao Vlada koji je pobjegao u Moldaviju (rum. Moldova). Ondje je ostao pod zaštitom svog ujaka Bogdana II. do listopada 1451. godine.

### Druga vladavina
Kada je Bogdan bio ubijen, Vlad je otišao u Ugarsku i sklopio savez s ugarskim regentom Jankom Hunjadyjem uperen protiv turskog sultana Mehmeda II. Osvajača.
Uz pomoć ugarskih trupa, Vlad je 1456. godine napao Vlašku i ponovno preuzeo vlast u zemlji. Ovoga puta zavladao je čvrstom rukom, obračunavajući se okrutno sa svim neprijateljima, bilo da se radilo o nelojalnim podanicima ili o Turcima. U to vrijeme stekao je nadimak Drakula.
Godine 1462. Turci su pokrenuli novu invaziju na Vlašku, osvojili je, i postavili Drakulinog polubrata Radua na prijestolje. Drakula je bio prisiljen pobjeći u Ugarsku na dvor regenta Hunyadyja, no Hunyady ga je zatočio pod optužbom za dogovore s Turcima i on u zatočeništvu provodi sljedećih dvanaest godina. Kako bi se ponovno dokopao slobode, Drakula je pristao preobratiti se na katoličanstvo.

### Treća vladavina
Drakula je iz zatočeništva oslobođen 1474. godine. Godinu dana poslije Drakula i Stjepan V. Báthory su pripremili ponovno osvajanje Vlaške s mješovitom vojskom Transilvanaca, nezadovoljnih vlaških plemića, i Moldavaca koje je poslao Drakulin rođak Stjepan III. Moldavski. Drakulin polubrat Radu je u međuvremenu umro i na prijestolje Vlaške sjeo je Basarab III. Laiotă iz dinastije Dănești, koji je imao potporu Turaka. U Drakulinom pohodu na Vlašku Basarabova vojska je poražena i Drakula je započeo svoju posljednju vladavinu 26. studenog 1476. godine. Većina njegovih savezika se odmah vratila u svoje zemlje ostavljajući ga u iznimno slabom položaju.
Prema legendama Drakula je poginuo u zasjedi. Priča se da su ga ubili njegovi vojnici, zamijenivši ga za turskog vojskovođu. Glavu su mu odrezali i poslali turskome sultanu Mehmedu II. Osvajaču, velikom Drakulinom neprijatelju. Tijelo su mu navodno osakatili i zakopali ispod oltara u crkvi samostana na otoku Snagov. Kada su 1930. godine arheolozi otvorili njegovu navodnu grobnicu bila je prazna.

## Priče o Drakuli
Većina navedenih priča zapisana je u njemačkim i ruskim rukopisima iz 15. stoljeća.

### Drakula i turski izaslanici
Jednom prilikom Drakuli su došli izaslanici turskog sultana da zatraže godišnji danak, jer je sultan Drakulu smatrao svojim vazalom. Izaslanici su klekli pred Drakulom, ali nisu skinuli fesove s glava. On ih upita: "Zašto me vrijeđate? Zašto ne skidate fesove?" Oni su odgovorili: "Gospodaru, mi skidamo fesove samo pred našim sultanom." Drakula je odvratio: "Vidim da ste vjerni vašem sultanu i želim vas još više učvrstiti u vašoj odanosti njemu." Tada je naredio svojim vojnicima da izaslanicima metalnim čavlima pribiju fesove za glave.

### Zlatni pehar
Usred Drakuline prijestolnice Trgovišta nalazio se zdenac s vodom. Kraj zdenca je stajao zlatni pehar kako bi svaki prolaznik mogao peharom zagrabiti vode i napiti se. Dok god je Drakula bio knez Vlaške, nitko se nije usuđivao ukrasti taj pehar.

### Mudri izaslanik
Jednom je Drakuli došao izaslanik ugarsko-hrvatskog kralja Matijaša Korvina. Za vrijeme ručka u dvorištu dvorca bio je postavljen vrlo visok kolac. Drakula upita izaslanika: "Znaš li zašto ovdje stoji taj kolac?" Izaslanik odgovori: "Gospodaru, sigurno je neki velikodostojnik učinio kakav zločin i ti mu ovime želiš priuštiti uzvišeniju smrt od ostalih." Drakula odgovori: "U pravu si. Ti si izaslanik jednog velikog kralja i taj kolac je postavljen za tebe." Izaslanik odgovori: "Gospodaru, ako smatraš da sam počinio zločin koji zahtjeva takvu kaznu, kazni me. Ti si najmudriji sudac i ako sam zgriješio, za moju smrt nećeš biti odgovoran ti, nego ja." Drakula mu reče: "Da nisi tako odgovorio, već bi bio na kolcu. Ti si uistinu kadar biti izaslanik velikih vladara. Pođi u miru i reci svome kralju da mi šalje samo mudre izaslanike, jer ako nešto krivo kažu, za njihovu smrt će biti oni krivi, a ne ja." I bogato ga nagradi.

### Sluga koji nije podnosio smrad
Drakula je običavao jesti okružen leševima nabijenima na kolce. Uživao je u tome. Jednom za vrijeme takvog objeda sluga mu je posluživao hranu. Kako nije mogao podnijeti smrad leševa sluga je začepio nos. Drakula ga je upitao: "Zašto si začepio nos? Zar ne možeš podnijeti miris?" Sluga odgovori: "Ne gospodaru, ne mogu podnijeti miris." Drakula mu reče: "Tada ćemo te premjestiti dovoljno visoko da ga ne možeš osjetiti." I Drakula naredi vojnicima da naprave kolac trostruko dulji od uobičajenih, postave ga u dvorištu i nabiju slugu na njega. I tako bi.

### Trgovčevo poštenje
Jedan je trgovac prolazio kolima kroz Trgovište. Morao je prenoćiti u gradu ali nije znao gdje ostaviti kola s robom. Otišao je Drakuli i nakon što mu je predao poklon rekao: "Gospodaru, noć me zatekla u tvom gradu. Savjetuj me gdje da ostavim kola sa svojom imovinom kako ne bi bila ukradena." Drakula mu je odgovorio: "Ostavi kola preko noći nasred gradskog trga. Ja ti jamčim za njih." Trgovcu to nije bilo po volji ali je poslušao. Ujutro je u kolima nedostajalo 160 zlatnika. Trgovac je Drakuli prijavio pljačku, a ovaj je građanima Trgovišta zaprijetio da ako ne izruče lopova, čitav grad će biti spaljen. U međuvremenu je Drakula naredio svojim ljudima da iz njegove riznice uzmu 161 zlatnik i neprimjetno ih stave u trgovčeva kola. Trgovac je pronašao novce, ali kada ih je prebrojao vidio je da ima jedan zlatnik više. Otišao je Drakuli i rekao mu: "Gospodaru, pronašao sam svoje novce, ali tu je jedan zlatnik više." Upravo u tom trenutku vojnici su lopova nabijali na kolac i Drakula je rekao trgovcu: "Da mi nisi rekao za taj zlatnik više, nabio bih te na kolac zajedno s lopovom. Ovako si dokazao svoje poštenje. Idi u miru."

### Poderana seljakova košulja
Jednom je Drakula prolazeći Vlaškom ugledao seljaka s poderanom košuljom. Upitao ga je: "Zar nemaš drugu košulju?" Seljak je odgovorio: "Nemam gospodaru." Drakula ga ponovno upita: "Zar nisi posadio lan, zar nemaš lana za platno?" Seljak odgovori: "Imam mnogo lana gospodaru." I pokaže mu spremište puno lana. Drakula ga upita: "Imaš li ženu?" "Imam." - odgovori seljak. "Dovedi ju!" - naredi Drakula. Seljak dovede ženu, a Drakula joj reče: "Zašto si lijena prema svom mužu? Njegovo je da radi u polju i da te hrani. Tvoje je da mu popravljaš odjeću. Da on nije posadio lan, on bi bio kriv što mu je košulja poderana. Ti mu ne popravljaš odjeću i ovako si ti kriva." Drakula naredi svojim ljudima da ženu nabiju na kolac. Dok su to radili reče seljaku: "Pronađi si drugu ženu i neka bude marljivija nego ova ili će i ona završiti na kolcu."

### Vreća s novcima
Jedan vlaški trgovac je izgubio vreću s novcima. Svuda je bio razglasio da će onome tko ju pronađe dati kao nagradu stotinu zlatnika. Jedan seljak je pronašao vreću i donio mu. Rekao je: "Trgovče, ako je ovo tvoja vreća evo ti je." Trgovac je prebrojio novce i vidio da su svi na broju, ali od škrtosti nije želio isplatiti seljaku obećanu nagradu. Rekao je seljaku: "Ja sam prebrojio novce i vidio da si ti već uzeo svoju nagradu od stotinu zlatnika. To je bilo tvoje pravo i neka si." Seljak odgovori: "Ja nikakve novce iz vreće nisam uzimao. Donio sam ti ju zatvorenu kako sam ju i pronašao." Trgovac mu reče: "Kada sam izgubio vreću u njoj je bilo sedam stotina zlatnika. Sada je samo šest stotina." Seljak mu ponovi: "Ja nikakve novce nisam uzimao." Odu oni kod Drakule da on presudi. Trgovac mu ispriča svoju priču, a seljak reče: "Gospodaru. Meni nije stalo do novaca. Meni smeta što on ne vjeruje u moje poštenje". Drakula je prozreo trgovčevu igru i rekao mu: "Sve je jasno. Ti si trgovče izgubio vreću sa sedam stotina zlatnika, a seljak je pronašao vreću sa šest stotina. Prema tome trgovče, to nije tvoja vreća i ti čekaj dok ti se ne javi netko tko je pronašao tvoju vreću". A seljaku reče: "Ti uzmi ovu vreću s novcima, nosi ju kući i čekaj dok se ne javi netko tko je izgubio vreću sa šest stotina zlatnika".

## Zanimljivosti
- Po Vladu Tepešu Drakuli stvoren je lik najpoznatijeg vampira svih vremena, grofa Drakule.
- Procjenjuje se da je dao pobiti oko 30.000 stanovnika Vlaške i Transilvanije.
- Neki filmovi i stripovi Vlada III. Tepeša i grofa Drakulu stapaju u istu osobu prikazujući da je Vlad III. Tepeš nakon smrti postao vampir poznat pod imenom Drakula.
- U talijanskom stripu Dampyr, glavni savjetnik Vlada II. Drakula i Vlada III. Tepeša bio je arhivampir Draka, zbog čega su njih dvojica poslije povezani s legendom o vampirima.
- U stripovima koje izdaje DC Comics čovjek koji je u povijesti ostao upamćen kao Vlad III. Tepeš zapravo je bio besmrtni zločinac Vandal Savage.
- U televizijskoj seriji Da Vincijevi demoni Vlada III. glumi velški glumac Paul Rhys.